# Ураган на Кубі (1910)

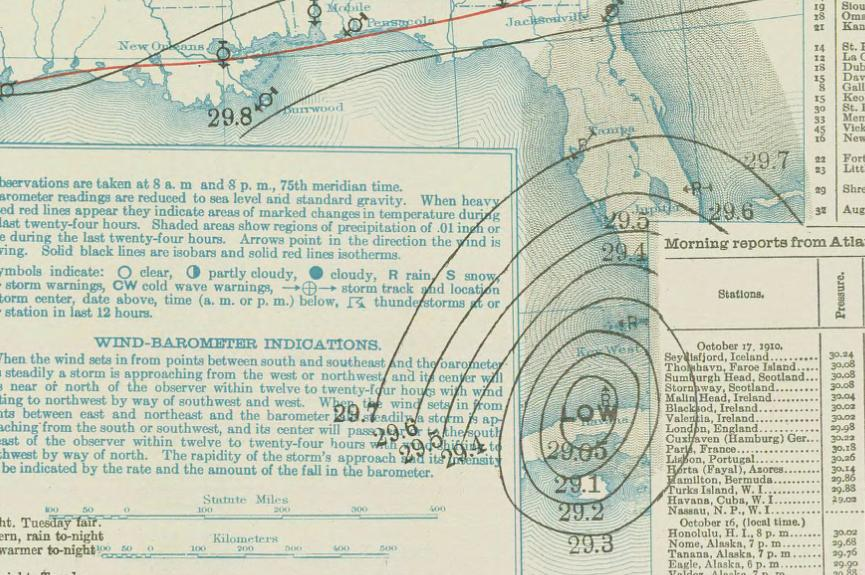

Ураган на Кубі у 1910 році вважається одним із найсильніших тропічних циклонів, що коли-небудь відбувалися на Кубі. Шторм сформувався в південній частині Карибського моря 9 жовтня 1910 року. Він набрав сили, прямуючи на північний захід. Потім він обрушився на західну частину острова Куба. Ураган зробив петлю над поверхнею води, а потім почав рухатися в бік Сполучених Штатів Америки.
Цей буревій був однією з найстрашніших катастроф в історії Куби. Він завдав значної шкоди і тисячі людей втратили свої домівки. У Флориді цей буревій також завдав шкоди та спричинив повені в деяких районах. Точно не відомо, якими є масштаби руйнувань, що заподіяв ураган. Тим не менше, збитки в Гавані, столиці Куби, були понад 1 млн. доларів. Тільки на Кубі померло щонайменше 100 осіб.

## Перебіг урагану
9 жовтня у південній частині Карибського моря розпочався тропічний циклон. Шторм посилився, поки він просувався на північний захід. Він став тропічним штормом 11 жовтня. 12 жовтня він став ураганом. Наступного дня шторм був помічений на південному заході Куби. Протягом короткого проміжку часу ураган належав до 3-ї категорії за шкалою ураганів Саффіра-Сімпсона. Потім він вдарив по західній Кубі та перетнув острів. Він подолав Мексиканську затоку і трохи сповільнився.
Над теплими водами у Мексиканській затоці ураган швидко набирав сили. Потім він перетворився в невеликий круговорот, а 16 жовтня досяг свого піку. Швидкість вітру була 150 миль за годину (240 км/год). Ураган повернувся на північний схід і знову обрушився на західну частину Куби. Він розпочав рух поблизу півострова Флорида 17 жовтня. Над сушею ураган став слабшим. Після перетину Флориди, він повернув на північний схід та увійшов в Атлантичний океан. Ймовірно, ураган розсіявся 23 жовтня.
Цей буревій був незвичайним, оскільки спочатку взагалі вважали, що це два різних урагани. Така думка виникла через петлю, яку він зробив в Мексиканській затоці. Одна газета повідомила, що перший ураган розсіявся у центральній частині Мексиканської затоки; а другий ураган сформувався та обрушився на Флориду. Шлях поширення шторму був суперечливим, але пізніше було встановлено, що це один циклон.